# المحمدي (الدلم)
المحمدي، هي قرية من فئة (ب) تقع في محافظة الدلم، والتابعة لمنطقة الرياض في السعودية. وتبعد المحمدي عن محافظة الدلم بمسافة تقارب () كم.